# Johann Gottfried Seydel

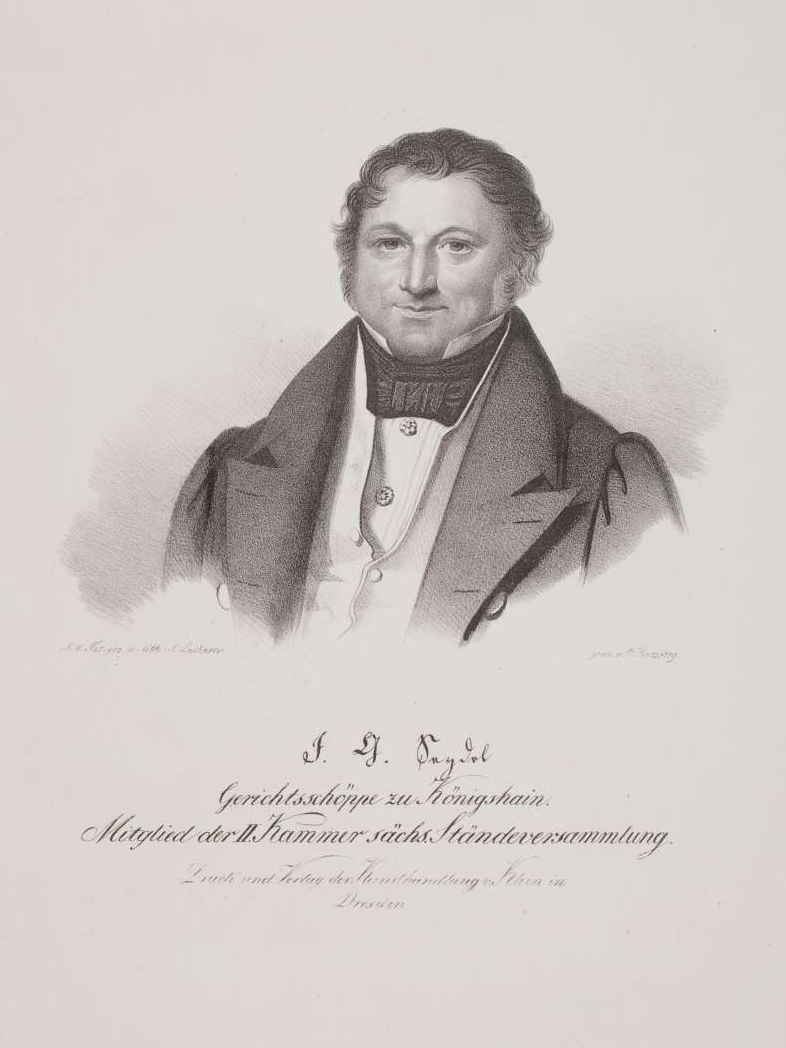
Johann Gottfried Seydel

Johann Gottfried Seydel (* 1789; † 1854) war ein deutscher Politiker.

## Leben und Wirken
Seydel besaß ein Bauerngut in Königshain. In der örtlichen Verwaltung war er als Gemeindevorstand und Gerichtsschöppe aktiv. 1833/34 vertrat er auf dem ersten konstitutionellen Sächsischen Landtag den 3. bäuerlichen Wahlkreis in der II. Landtagskammer.
Sein Sohn Karl Ernst Seydel (1825–1896) war von 1863 bis zu seinem Tod ebenfalls Abgeordneter der II. Kammer.